# Bernadette Heerwagen
Bernadette Heerwagen née le 22 juin 1977 à Bonn, est une actrice allemande. 

## Filmographie

### Cinéma
- 1996: Zwei Brüder : In eigener Sache de Walter Weber
- 1996: Sexy Lissy de Peter Ily Huemer
- 1997: Das ewige Lied de Franz Xaver Bogner
- 1997: Lichterkettenspot de Emil Hye-Kundsen
- 1997: Pechvogel und Glückskind de Katinka Minthe
- 1997/98: Liebe und weitere Katastrophen de Bernd Fischerauer
- 1998: Der Schandfleck de Julian Roman Pölsler
- 1998: Die heilige Hure de Dominique Othenin-Girard)
- 1999: Die Nacht der Engel de Michael Rowitz
- 1999: Zärtliche Sterne de Julian Roman Pölsler
- 1999: DoppelPack de Matthias Lehmann
- 2000: Eine öffentliche Affäre de Rolf Schübel
- 2000: Wir bleiben zusammen de Wolfgang Murnberger
- 2000: Schutzengel gesucht de Miguel Alexandre
- 2001: Hanna: wo bist Du? de Ben Verbong
- 2001: Davon stirbt man nicht de Christine Hartmann
- 2002: Geht nicht gibt's nicht de René Heisig
- 2003: Das schönste Geschenk meines Lebens de Olaf Kreinsen
- 2003: Der Typ de Patrick Tauss
- 2003: Danach de Wolfram Emter
- 2004: Grüße aus Kaschmir de Miguel Alexandre
- 2005 : Daniel Käfer und die Villen der Frau Hürsch de Julian Roman Pölsler
- 2005 : Margarete Steiff de Xaver Schwarzenberger
- 2006: Die Hochzeit meines Vaters de Jobst Oetzmann
- 2006: Joy Division de Reg Traviss
- 2005: Traumschatten de Steffen Groth
- 2006: Je suis l'autre (Ich bin die Andere) de Margarethe von Trotta
- 2007: An die Grenze de Urs Egger
- 2006: Mit Herz und Handschellen : Todfeinde de Thomas Nennstiel
- 2007: Der Novembermann de Jobst Oetzmann
- 2008: Daniel Käfer und die Schattenuhr de Julian Roman Pölsler
- 2008: Baching de Matthias Kiefersauer
- 2008: Leo und Marie – Eine Weihnachtsliebe de Rolf Schübel
- 2008: Der Tod meiner Schwester de Miguel Alexandre)
- 2009: Durch diese Nacht de Rolf Silber
- 2010: Hinter blinden Fenstern de Matti Geschonneck
- 2010: Die kommenden Tage de Lars Kraume
- 2011: Bauernopfer de Wolfgang Murnberger
- 2012: Zum Kuckuck mit der Liebe de Hajo Gies
- 2012: Mittlere Reife de Martin Enlen
- 2012: Auslandseinsatz de Till Endemann
- 2013 : Tod an der Ostsee de Martin Enlen

### Télévision
- 1995 : Nana de Miguel Alexandre
- 2001 : Tatort : "Gute Freunde" de Martin Gies
- 2003 : Tatort : "Sonne und Sturm" de Thomas Jauch
- 2005 : Une équipe de choc (Ein starkes Team) (série télévisée ; Ihr letzter Kunde de René Heisig
- 2005 : Tatort : Wo ist Max Grawert? de Lars Kraume
- 2006 : Tatort : "Blutschrift" de Hajo Gies
- 2009 : Vol 714 - Au bout de l'enfer (Crashpoint: 90 Minuten bis zum Absturz) de Thomas Jauch
- 2011 : Le Triangle de l'Apocalypse (Bermuda-Dreieck Nordsee) de Nick Lyon
- 2012 : Tatort : "Tödliche Häppchen" de Josh Broecker
- 2012 : La Partition de la mort (Die Braut im Schnee) de Lancelot von Naso
- 2012 : Munich 72 : L'Attentat (München 72 – Das Attentat) de Dror Zahavi